# Дабљани
Дабљани (мкд. Дабјани) су насеље у Северној Македонији, у средишњем делу државе. Дабљани припадају општини Дољнени.

## Географија
Насеље Дабљани је смештено у средишњем делу Северне Македоније. Од најближег већег града, Прилепа, насеље је удаљено 25 km западно.
Рељеф: Дабљани се налазе у северном делу Пелагоније, највеће висоравни Северне Македоније. Насељски атар је махом равничарски, без већих водотока, док се даље ка истоку издиже планина Трескавац. Надморска висина насеља је приближно 600 метара.
Клима у насељу је континентална.

## Становништво
По попису становништва из 2002. године, Дабљани су били без становника.
Претежно становништво у насељу су били етнички Македонци.
Већинска вероисповест у насељу било је православље.